# Puy de Dôme
Pour les articles homonymes, voir Puy de Dôme (homonymie).
Le puy de Dôme est un dôme de lave trachytique situé dans le Massif central, à dix kilomètres à l'ouest de Clermont-Ferrand ; il a donné son nom au département du Puy-de-Dôme. Âgé d'environ 11 000 ans, c'est un des volcans les plus jeunes de la chaîne des Puys.

## Toponymie
Le mot puy vient du latin podium, qui veut dire « colline » ou « lieu en hauteur ». Le mot dôme vient de Dumio, qui veut dire « colline » ou « sommité » en gaulois. En dérive le terme Dumias, nom d'une divinité gauloise qui fut assimilée plus tard au dieu romain Mercure. Selon la FFCT Auvergne, la double mention d'une colline dans le nom est à la limite du pléonasme.
Dans un ouvrage de 2023, le linguiste Jacques Lacroix propose un autre sens : « dôme » aurait reçu son nom de la divinité Dumias, qui serait étymologiquement un dieu « des Brumes ». Ce thème peut être comparé avec l'ancien irlandais dumacha (« brouillard », « nuées ») et le mois des Celtes Dumannios (novembre-décembre), dénommé le mois « des brouillards ». Le haut du col est en effet couramment traversé par un halo de brumes.
Dans les parlers occitans septentrionaux traditionnels, son nom est « Puei Domat ».

## Géographie

### Localisation

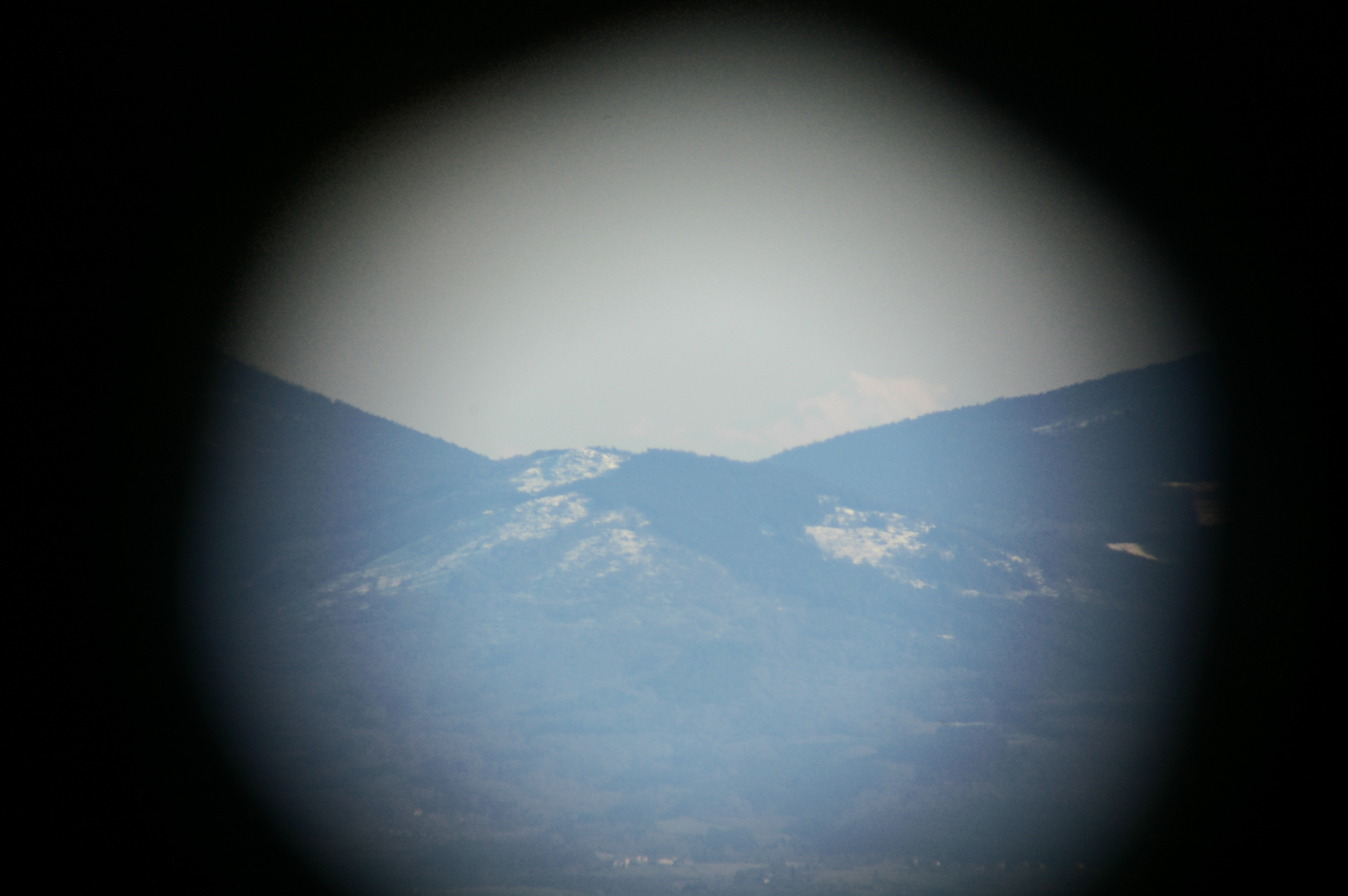
Le mont Blanc vu depuis le puy de Dôme.

Le puy de Dôme est situé à une dizaine de kilomètres à l'ouest de Clermont-Ferrand, sur les territoires communaux de Ceyssat (côté ouest) et d'Orcines (côté est et sommet).
C'est le plus haut sommet de la chaîne des Puys. Du haut du puy de Dôme, par temps clair, on a une vue générale sur le parc naturel régional des Volcans d'Auvergne, qui comprend la chaîne des Puys, les monts Dore et les monts du Cantal. À l'est, on peut observer l'agglomération de Clermont-Ferrand et distinguer plus loin les monts du Forez. Par temps extrêmement clair et quand certaines conditions météorologiques sont réunies, on peut apercevoir le sommet du mont Blanc, qui dépasse de peu derrière le Forez. À l'ouest, on a un panorama sur le Limousin, les Combrailles, le plateau de Millevaches. Au nord et au nord-est, la vue se dégage sur le Berry, les collines du Sancerrois, jusqu'au Morvan.

### Topographie

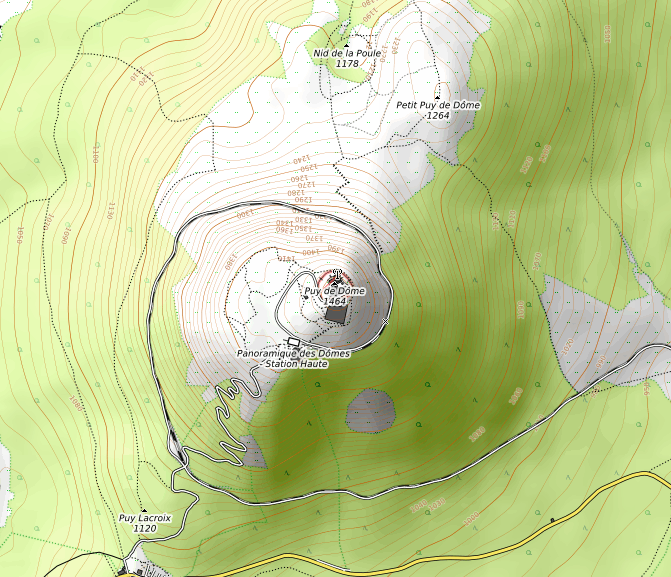
Carte topographique du puy de Dôme.

Le puy de Dôme, comme tous les volcans de la chaîne des Puys, repose sur un plateau granitique (socle cristallin) situé à un peu moins de 1 000 mètres d'altitude. Il s'agit d'un ancien dôme de lave de forme tronconique. Haut de 550 mètres et large de deux kilomètres à la base, il culmine à 1 465 mètres d'altitude.
La masse du volcan est estimée à 1,2 million de tonnes, pour un volume d'un million de mètres cubes.

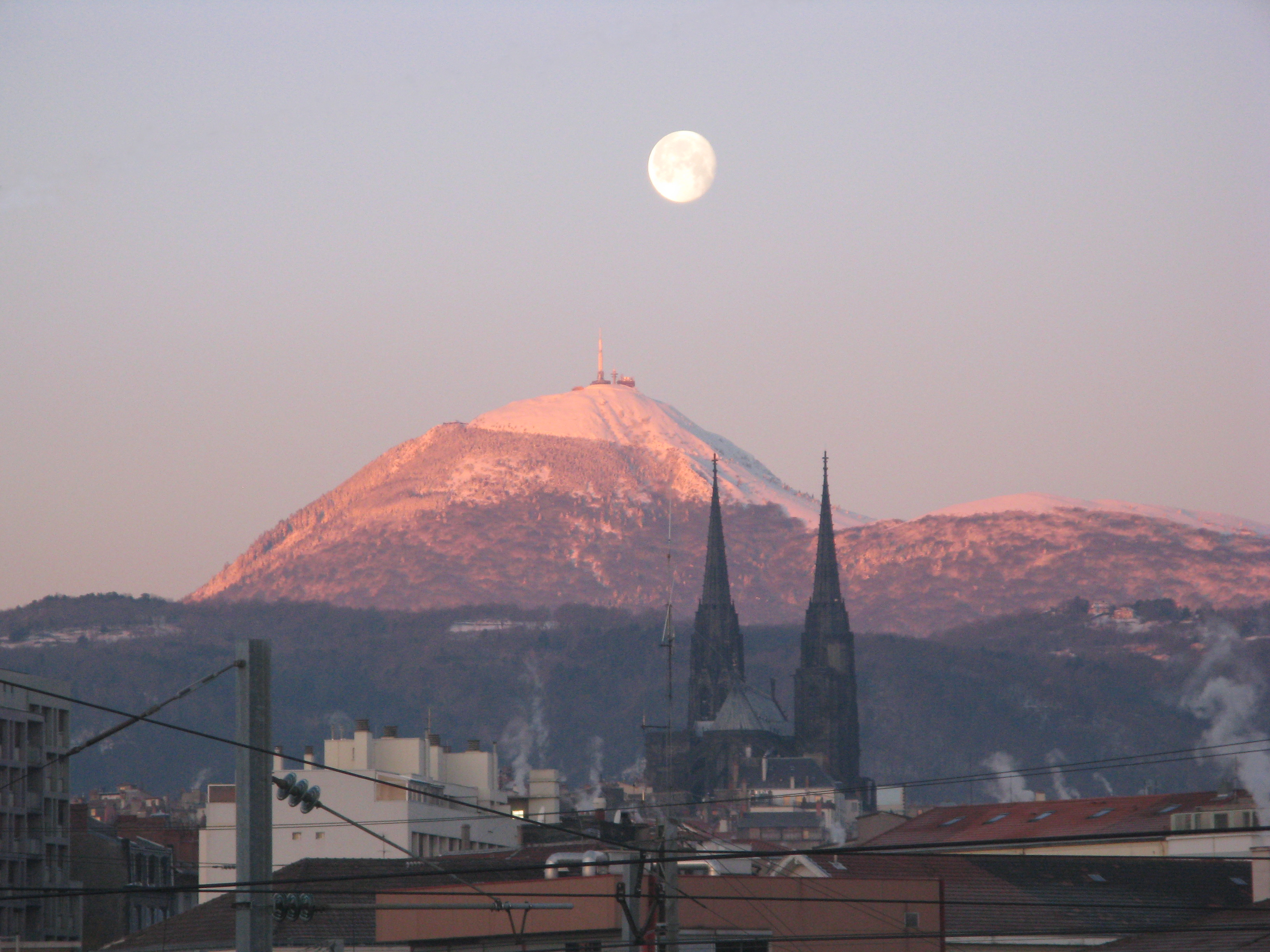
Le puy de Dôme avec les deux flèches de la cathédrale de Clermont-Ferrand.
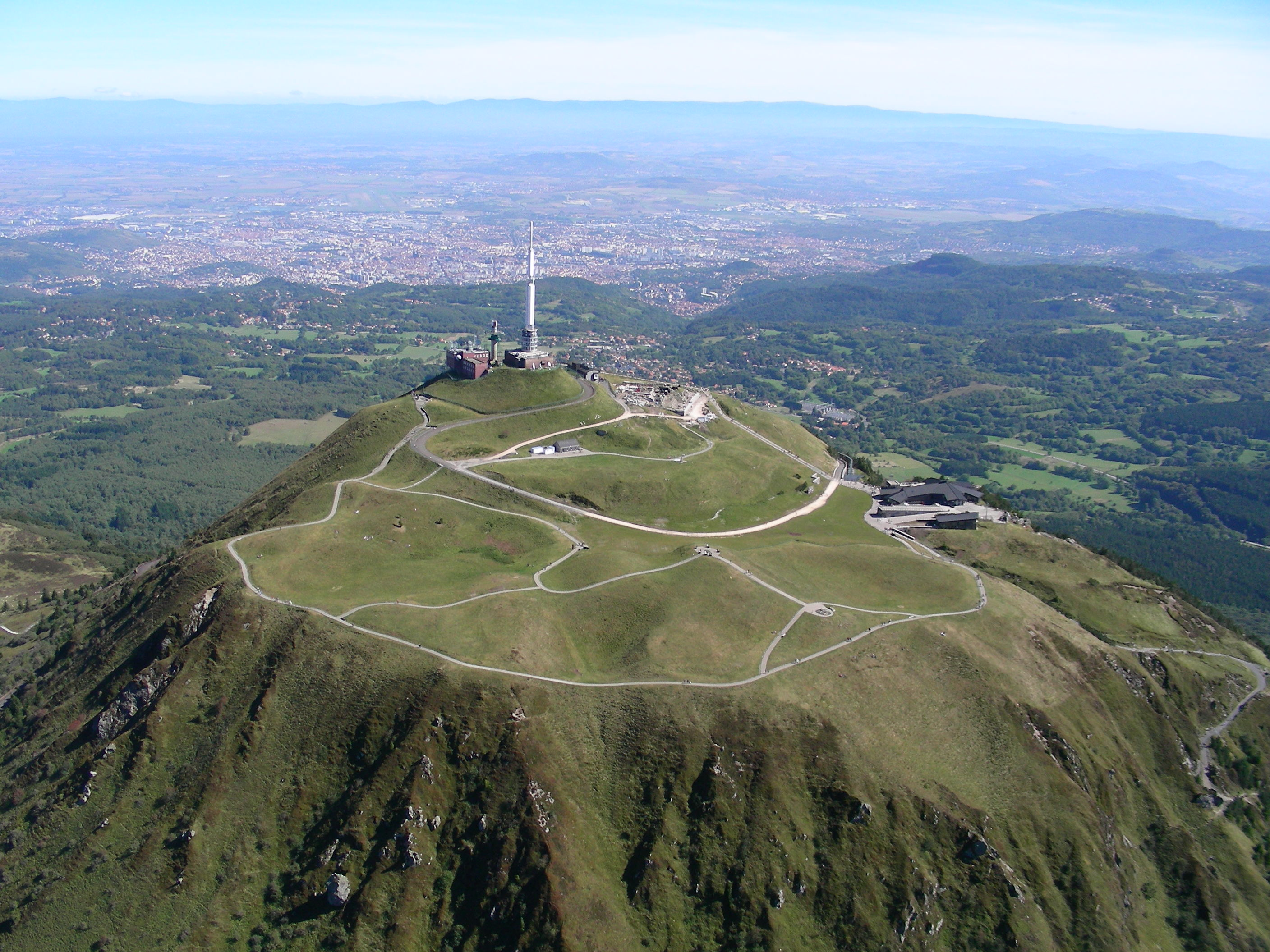
Vue aérienne du puy de Dôme depuis l'ouest avec Clermont-Ferrand au second plan et, à l'horizon, le mont Blanc, distant de 315 km.
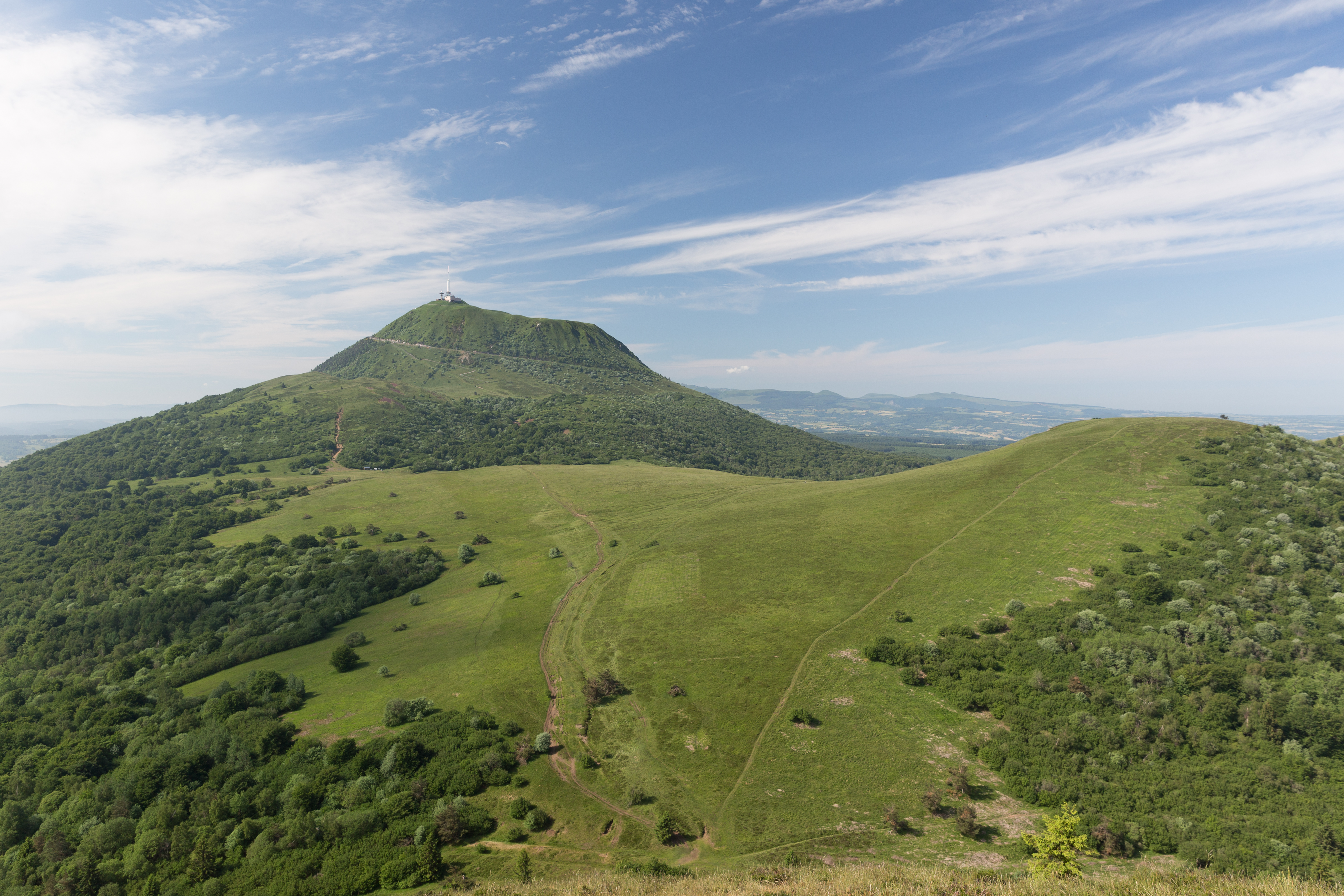
Versant septentrional du puy de Dôme, depuis le puy Pariou.
Vue 3D du puy de Dôme.

### Faune et flore
On y rencontre une espèce de serpent venimeux de la famille des Viperidae, la vipère péliade (Vipera berus), intégralement protégée, et l'Apollon (Parnassius apollo), papillon expressément protégé et dont la population est maintenue par l'homme sur le site du puy de Dôme. Le sommet du puy accueille aussi une dizaine de couples de Pipits spioncelles (Anthus spinoletta).
Depuis quelques années, on peut observer sur ses flancs abrupts des chamois, qui ont fait le chemin naturellement depuis les monts Dore où leur population est importante.
À l'instar des monts Dore, la végétation devient rare au-delà des 1 300 mètres d'altitude, voire inexistante au-dessus de 1 400 mètres, en particulier sur les versants exposés aux vents dominants (ouest).

### Climat
Seul site de la chaîne des Puys possédant un étage subalpin nettement caractérisé, le puy présente à son sommet des conditions climatiques rudes et parfois extrêmes.
Les températures descendent jusqu'à −17 °C en hiver et dépassent rarement 25 °C en été. La neige peut faire son apparition dès le mois de septembre. Selon la météo, les vents peuvent y être très violents. L'ancien directeur du restaurant témoigne : « Comme en haute montagne, le temps change à une vitesse phénoménale. » En outre, le site est particulièrement propice aux développements orageux : il est soumis à une « forte densité de foudroiement ».

## Géologie

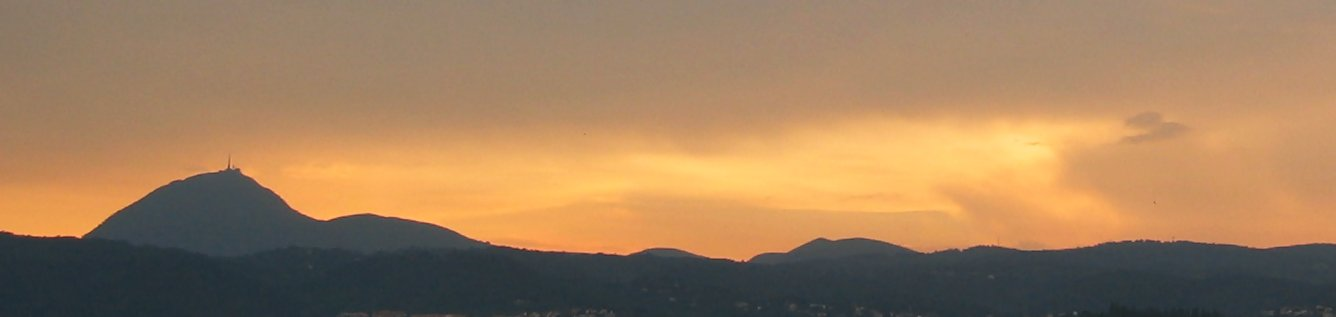
Panorama de la chaîne des Puys.

### Pétrographie
Ce puy est majoritairement constitué de domite, un trachyte sub-alcalin.

### Histoire géologique et pétrologie
Le puy de Dôme est un volcan monogénique (un seul épisode éruptif) explosif de type péléen, a priori éteint depuis environ 11 000 ans. Il est constitué de deux blocs de trachyte emboîtés, fruits de deux éruptions successives espacées de quelques centaines d'années.
Au sud-ouest, à côté du col de Ceyssat, l'éruption du cratère du puy Kilian, dont le dôme a été décapité lors d'explosions il y a 8 500 ans, a recouvert le puy de Dôme de projections et dévasté la forêt sur 25 km2.

## Histoire

### Antiquité

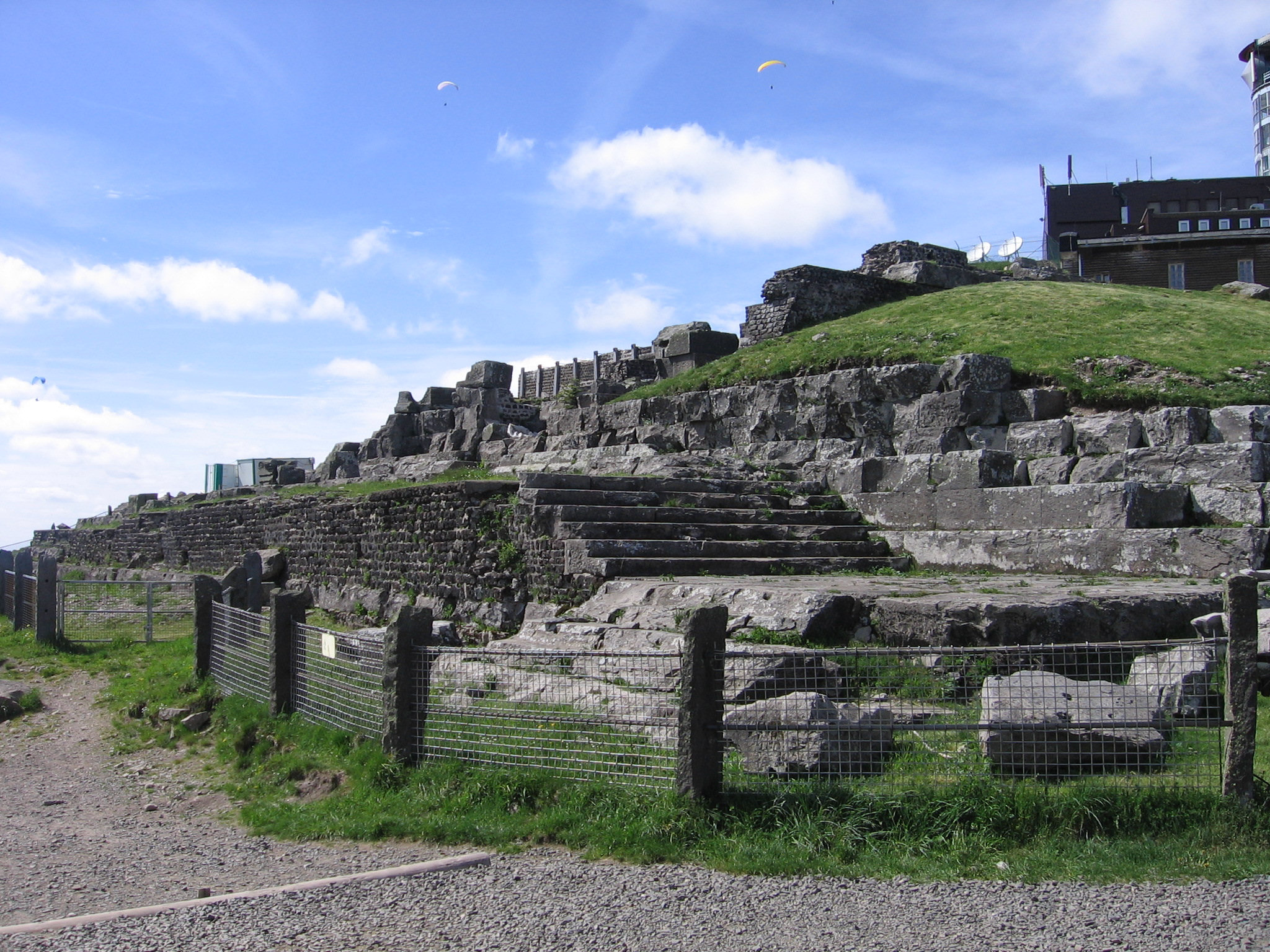
Temple de Mercure.

Les Gallo-Romains ont installé à son sommet, au Ier ou au IIe siècle, un temple dédié à Mercure, aujourd'hui en reconstitution, dont le rayonnement dépassait de loin les limites du territoire arverne. Il a été abandonné vers le IIIe ou IVe siècle et redécouvert en 1872 lors de la construction d'un observatoire atmosphérique. Selon Pline l'Ancien, les Arvernes avaient fait sculpter une statue monumentale du dieu Mercure, œuvre du sculpteur grec Zénodore vers 70 apr. J.-C. ; il est tentant de penser qu'elle se trouvait dans ce sanctuaire, mais il n'existe actuellement aucune preuve archéologique de son emplacement ni même de son existence.

### Période moderne
Le 19 septembre 1648, Blaise Pascal fit réaliser par son beau-frère Perier l'expérience dite du puy de Dôme, pour démontrer que le phénomène connu à l'époque sous le nom de « suspension des liqueurs » n'était pas dû au principe aristotélicien de « l'horreur du vide », mais au contraire à l'existence d'une pesanteur de l'air, la pression atmosphérique. La baisse de la pression mesurée sur un baromètre à mercure entre Clermont-Ferrand et le sommet du puy permit de valider cette hypothèse.

### Période contemporaine
En 1862, une éruption artificielle devait saluer la venue de Napoléon III et de l'Impératrice : 600 fagots, 20 chars de bois, une tonne de résine et d'huile furent installés. Mais le résultat ne fut qu'une grosse fumée.

#### Le premier laboratoire permanent de météorologie de montagne

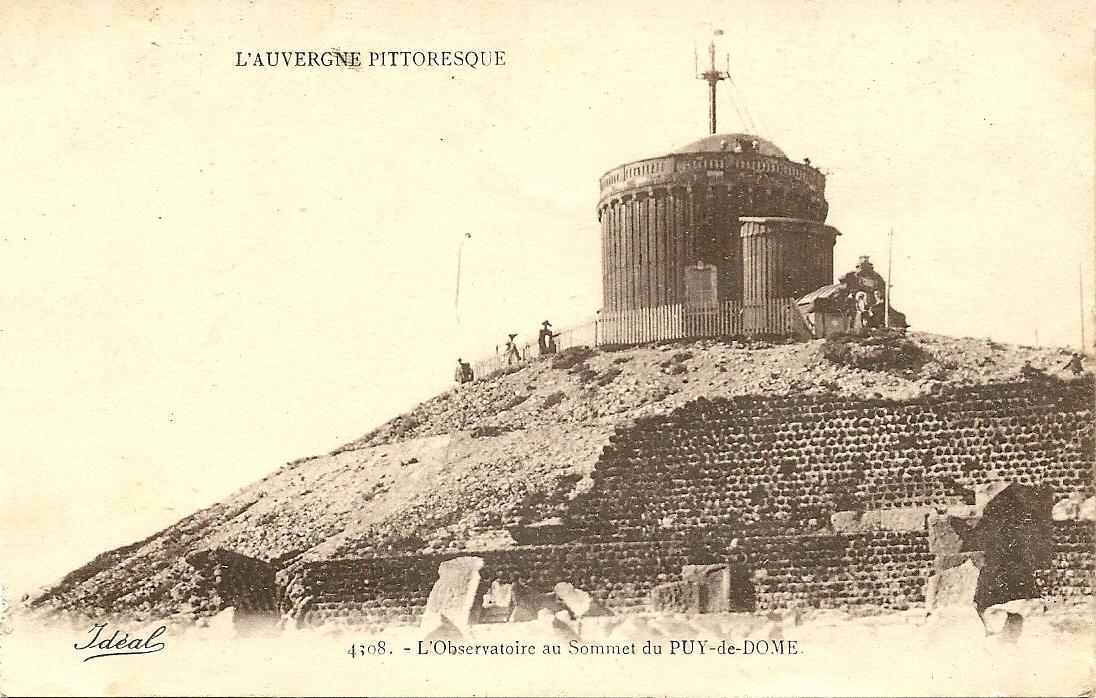
Carte postale de l'observatoire du puy de Dôme vers 1930.

Le 22 juillet 1876, Émile Alluard a fondé, au sommet du puy de Dôme, le premier laboratoire permanent de météorologie de montagne. Il existe toujours une station d'étude météorologique dépendant de l'Observatoire de physique du globe de Clermont-Ferrand au sein de l'université Clermont-Auvergne. Cette station a reçu en 2014 le label « Global Station » du programme Global Atmosphere Watch de l'Organisation météorologique mondiale.

#### Première ascension en automobile

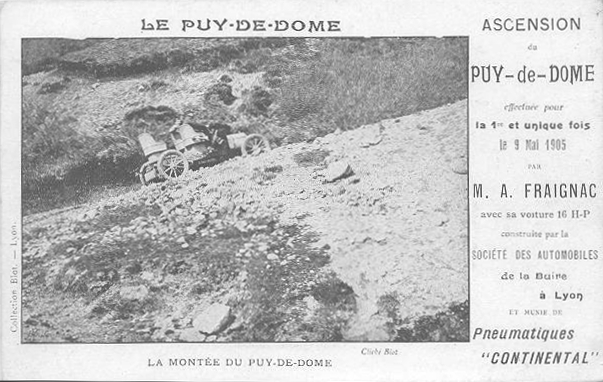
Première ascension du puy de Dôme par le chemin des Muletiers le 9 mai 1905.

Le 9 mai 1905, Auguste Fraignac, ingénieur puis constructeur dans l'automobile et pilote de course, parvint à atteindre pour la première fois le sommet du volcan à bord de la 16-HP Buire. L'ascension — par le chemin des Muletiers, à peine carrossable — dura quatre heures, la descente se fit de nuit, dans le brouillard et dura, quant à elle, deux heures et trente minutes.

#### Un chemin de fer à rail central

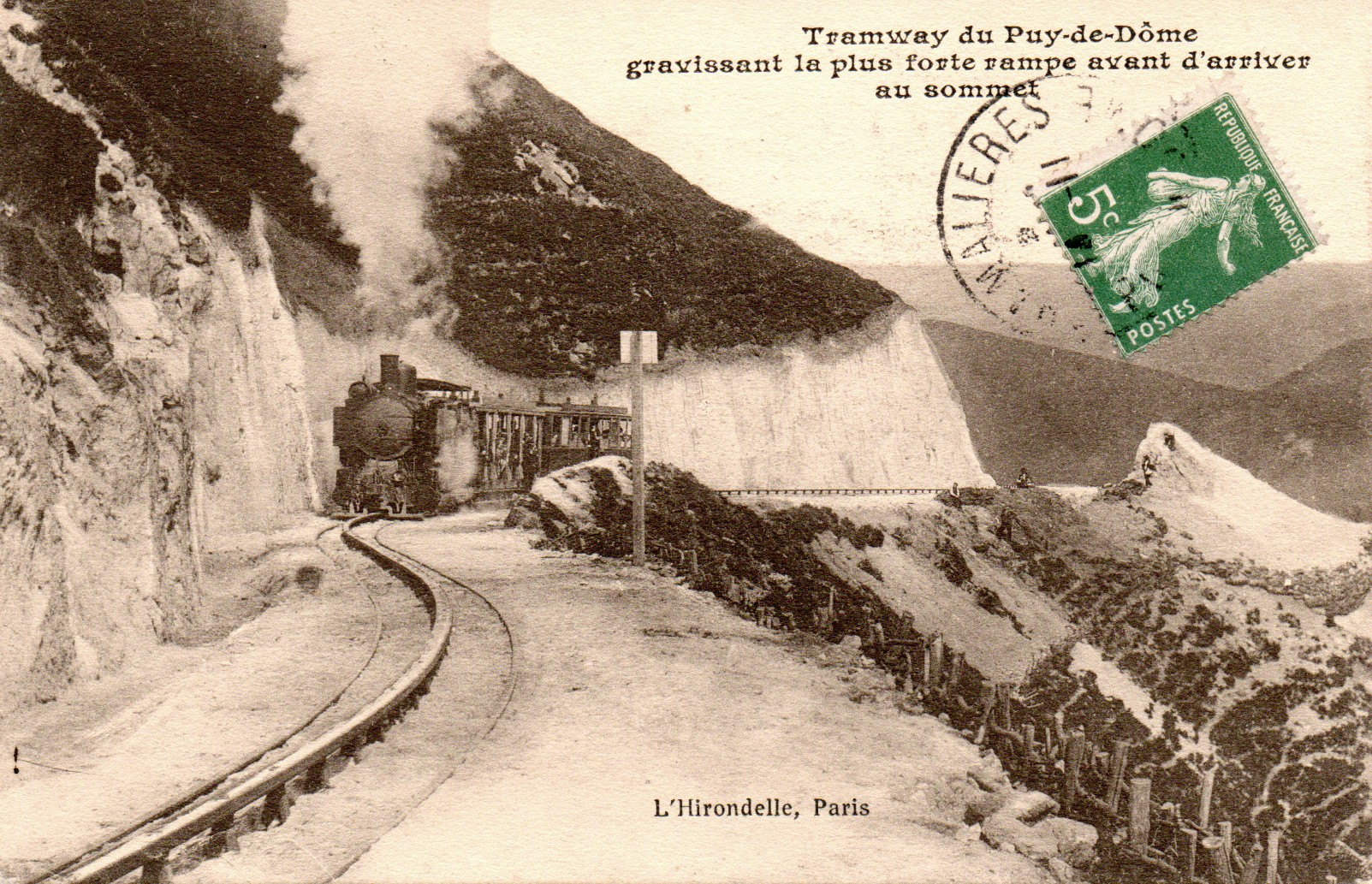
Gros plan sur le chemin de fer à rail central au sommet du puy de Dôme, vers 1910.

En 1906, fut entreprise la construction d'un chemin de fer à rail central qui reliait la place Lamartine de Clermont-Ferrand (altitude 390 mètres) à une plate-forme artificielle proche du sommet à 1 414 mètres. La ligne avait une longueur de 14,7 km et ce chemin de fer circula de 1907 à 1926 avec un coût d'exploitation toujours resté déficitaire.

#### Le prix Michelin
Il fut créé par les frères Édouard et André Michelin le 6 mars 1908 et récompensa d'une somme de 100 000 francs-or le premier pilote qui en partant de Paris poserait son avion sur le sommet du puy de Dôme. Le 7 mars 1911, Eugène Renaux accompagné d'Albert Senoucque remporte le prix. Une stèle érigée en 1923 commémore cet exploit. À l'époque, une telle distance n'avait jamais été parcourue en avion. Cette tentative victorieuse faisait suite à celle de Charles Weymann qui se posa à Volvic le 7 septembre 1910 et à celles des frères Morane qui s'écrasèrent à Boissy-Saint-Léger le 5 octobre 1910.
Toute l'histoire du prix Michelin est retracée à « L'Aventure Michelin », espace patrimonial de la marque ouvert depuis janvier 2009 à Clermont-Ferrand.

#### La route automobile

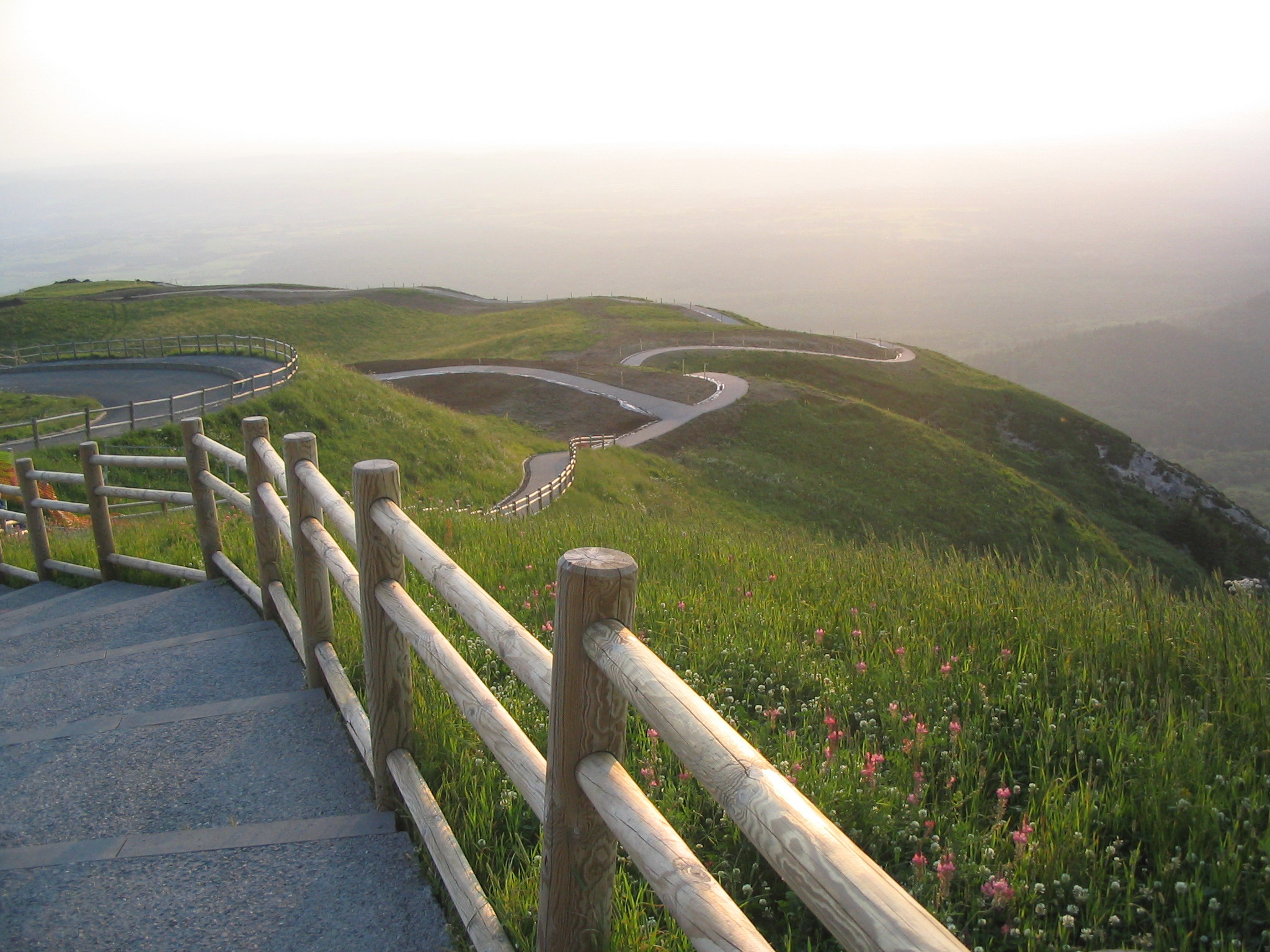
Nouveaux aménagements des sentiers de la partie sommitale du puy de Dôme.

La route à péage qui mène au sommet est inaugurée le 12 juillet 1926, en remplacement du chemin de fer de 1906. Cette route est désormais définitivement fermée au trafic. Depuis 2012, seule subsiste une voie de secours.

#### Voie ferrée à crémaillère

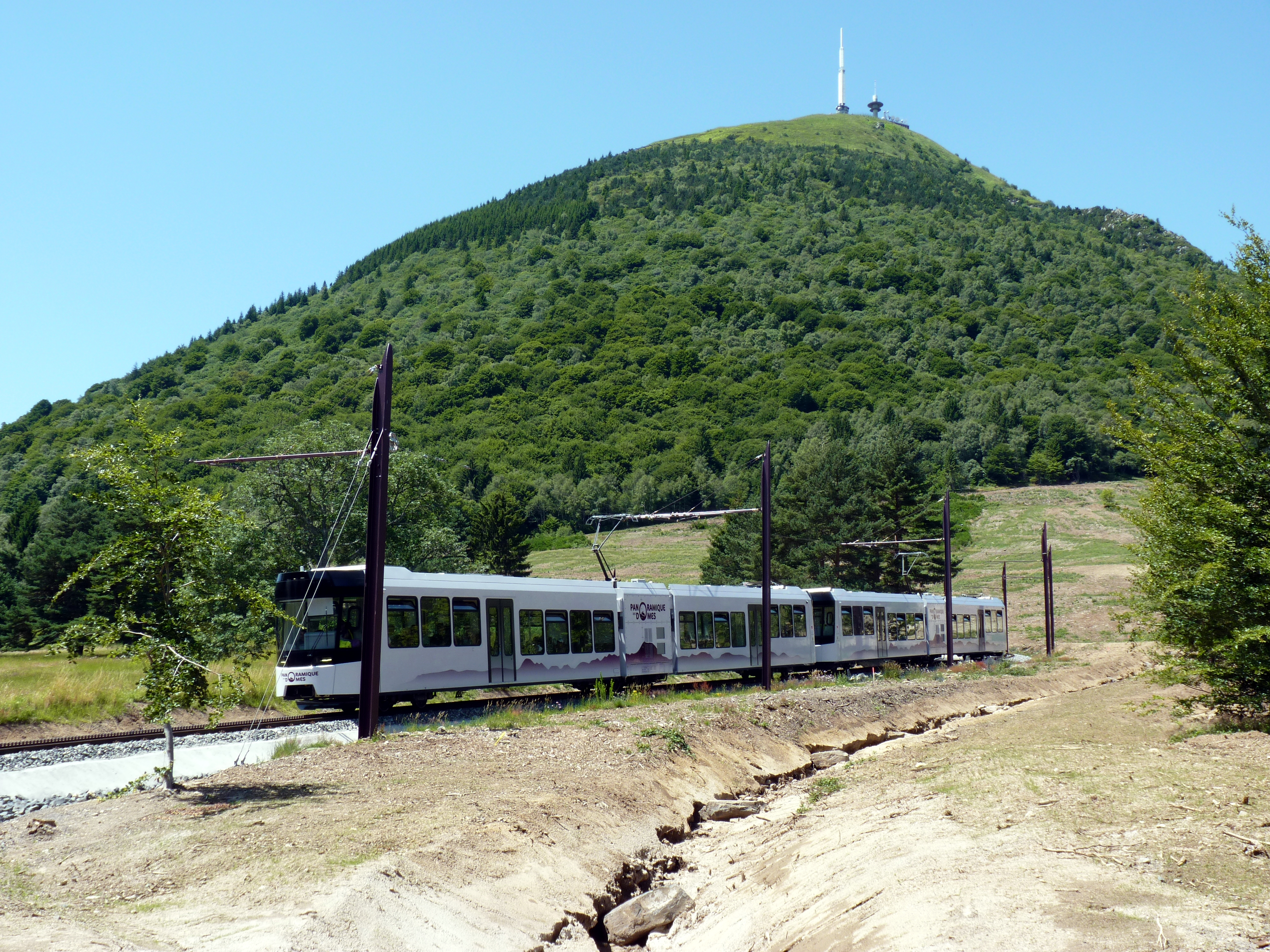
Le Panoramique des Dômes.

En 2006, une étude a été lancée afin d'étudier la possibilité de réinstaller un funiculaire pour monter au sommet du puy de Dôme. Le 28 janvier 2008, le conseil général du Puy-de-Dôme a voté la réalisation d'un chemin de fer à crémaillère.
La construction des infrastructures a été attribuée à SNC-Lavalin (Canada) et celle des automotrices à Stadler Rail (Suisse). Les automotrices sont une extrapolation de celles en service à Montserrat (Espagne). La caténaire délivre une tension de 1,5 kV continu. L'exploitation a été attribuée à SNC-Lavalin.
La voie a été inaugurée de façon anticipée le 26 mai 2012. Toutefois, le même jour, de violents orages ont conduit à des éboulements et coulées de boue et de nombreux touristes sont restés bloqués plusieurs heures au sommet du puy de Dôme ainsi qu'au milieu de la voie avant d'être évacués, et la gare, située en contrebas, s'est retrouvée inondée. L'exploitation a été suspendue jusqu'au 16 juin 2012, le temps d'effectuer les réparations. De nombreux incidents sont survenus sur l'infrastructure depuis[réf. souhaitée]. Le 100000e voyageur a été accueilli le 1er août 2012.
Cet accès au sommet par voie ferrée est devenu l'unique voie motorisée depuis 2012, complétée par une voie routière de secours.

#### Le pylône TDF

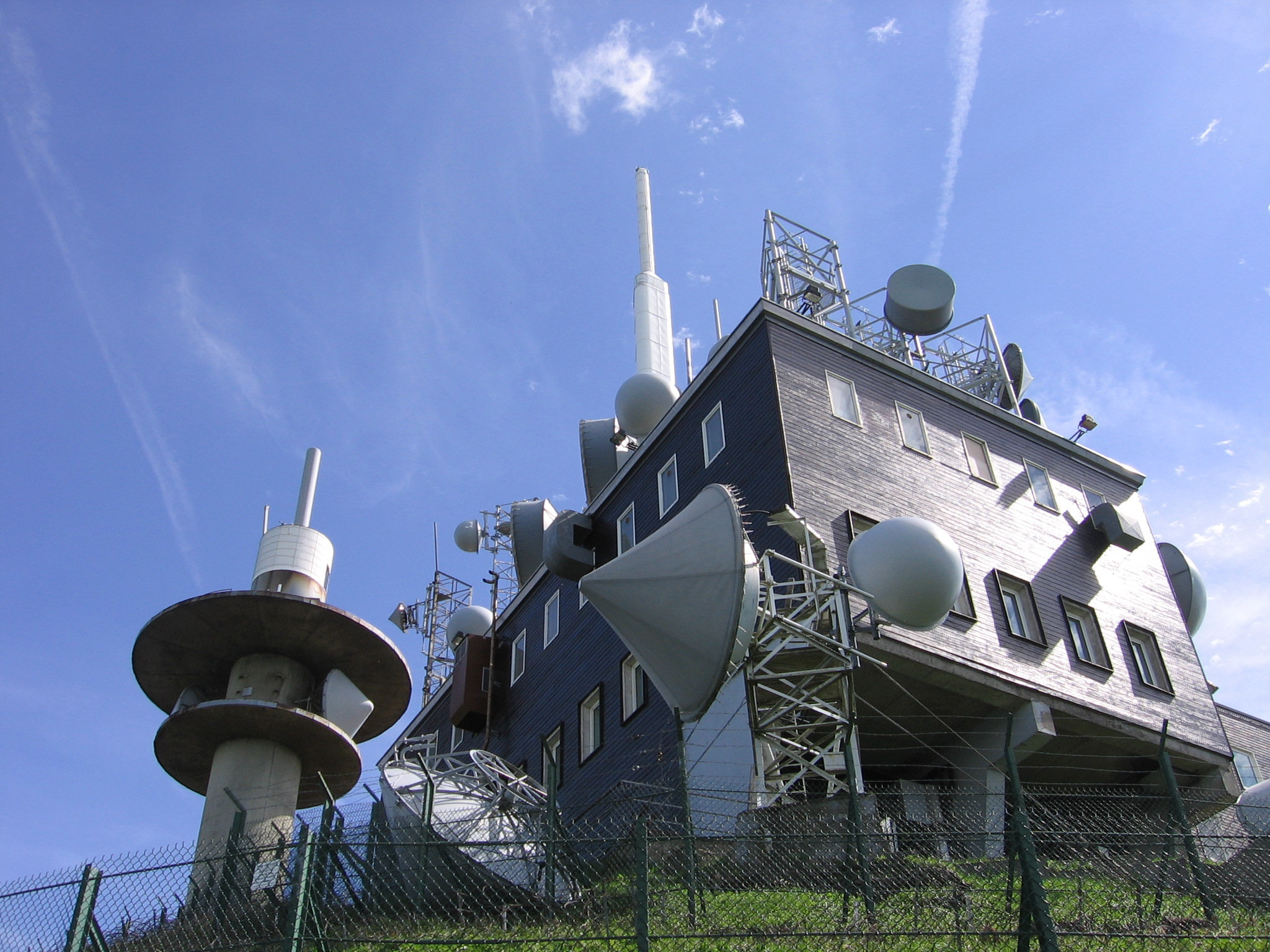
Laboratoire et antenne.

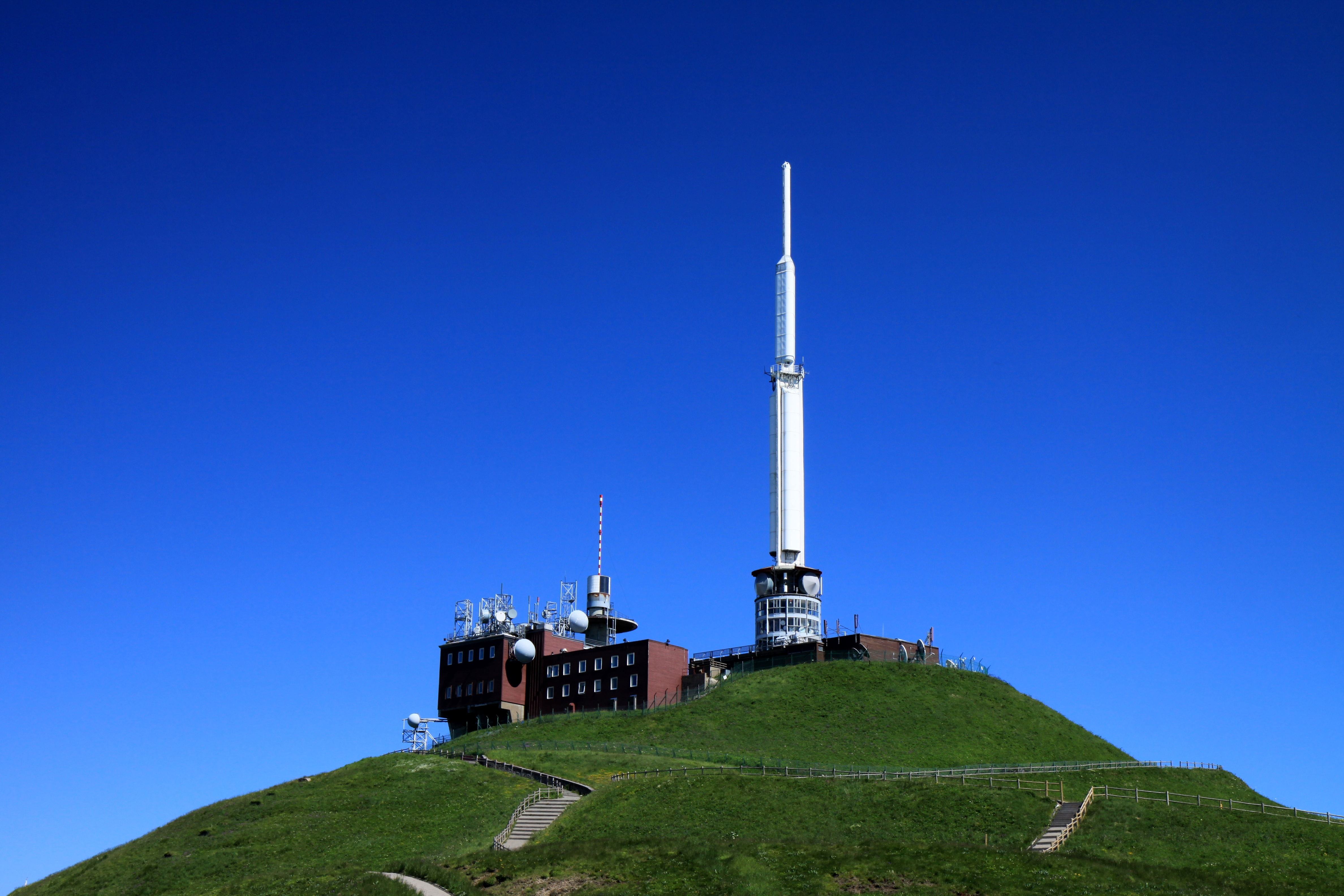
Laboratoire et pylône de TDF.

En 1956, un pylône TDF, haut de 73 mètres, a été installé. Destiné à supporter les antennes de diffusion des programmes audiovisuels, il est devenu aujourd'hui un symbole de ce volcan et permet de le reconnaître de très loin.

#### La station militaire
Le sommet du puy de Dôme comprend un petit poste militaire géré par l'Armée de l'air et le ministère de l'Intérieur. Cette station est un poste de télécommunication militaires. Une partie en est visible à côté du laboratoire, le reste étant souterrain. En cas d'urgence, le Gouvernement peut utiliser cette station relais pour communiquer des informations à la population. À la suite d'un attentat en 1978, l'accès aux bâtiments proches du pylône est fermé au public.

#### Animation
Une éruption avec coulée de lave fut reconstituée en 2002 lors du spectacle d'inauguration de Vulcania, offert par la région Auvergne. Le spectacle était visible depuis la plaine de Laschamps.

## Activités

### Cyclisme
La première ascension du puy de Dôme à vélo est réalisée en 1892 par Fernand Ladoux, du Véloce Club Auvergnat, depuis Clermont-Ferrand jusqu'au col de Ceyssat puis jusqu'au sommet par le chemin des Muletiers.
Depuis la mise en service du chemin de fer à crémaillère le 26 mai 2012, il est interdit de rejoindre le sommet du puy de Dôme à vélo par la route, en dehors d'une manifestation ou d'une compétition ciblées et organisées en lien avec le conseil départemental du Puy-de-Dôme. L'accès par le sentier des Muletiers depuis le col de Ceyssat ou encore par le chemin des Chèvres est également interdit aux VTT.

#### Profil

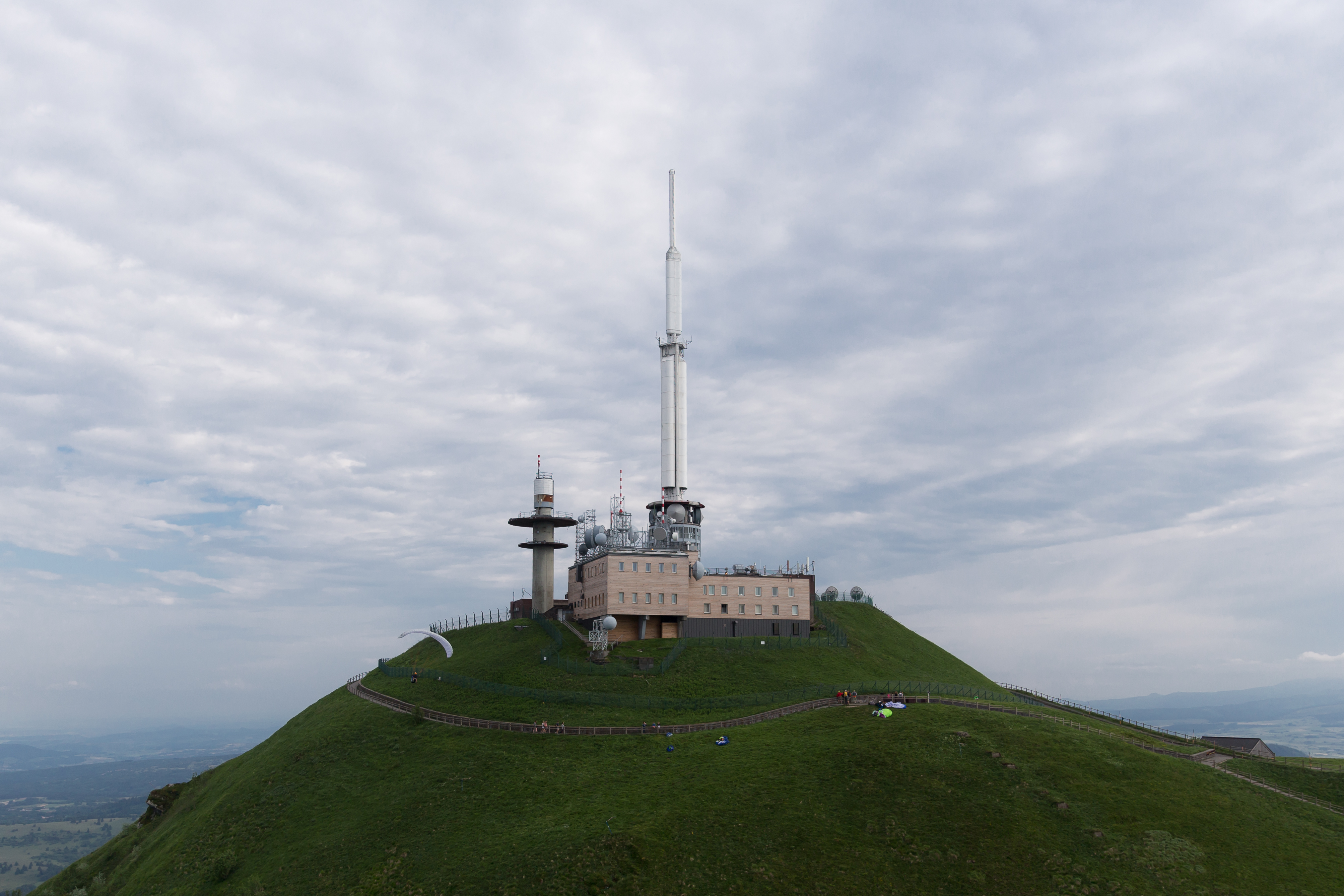
Le sommet du puy de Dôme.

Avant d'être interdite à partir de 2012, l'ascension du puy de Dôme à vélo, réservée aux cyclistes les plus entraînés, avait trois variantes au départ de Clermont-Ferrand par les routes départementales 941 et 942, de Chamalières par la route D 68, et enfin du col de Ceyssat (1 077 m).
Par la D 68, l'ascension commence au carrefour (390 m) de la rue Blatin, de l'avenue de Royat et des boulevards Berthelot et Duclaux pour 13,2 km à 7,75 % de moyenne à grimper. Elle commençait par 800 m de faux-plat jusqu'au carrefour (413 m) entre les avenues de Royat, de Fontmaure et Aristide-Briand à Chamalières. La difficulté est progressive et elle se corse après le rond-point de la place Allard (456 m) à Royat au km 1,8, où on continue à suivre la D 68 (en partant vers la 944 et la D 5E vers le centre-ville de Royat cela ajouterait 800 m à l'itinéraire). La pente est particulièrement raide après le rond-point des Pépinières (541 m) au km 3 à la sortie de Royat où se rejoignent la D 68 et la D 5E. Jusqu'à Royat, le décor était urbain car elle fait partie de l'agglomération de Clermont-Ferrand mais désormais jusqu'à Fontanas au km 6, on est dans une atmosphère de forêt et de prairie ; on passe devant l'Arboretum de Royat et la route suit un petit ruisseau. La pente reste difficile avec quelques virages mais toutefois moins raide qu'à la sortie de Royat. Les 1,5 km de Fontanas jusqu'au rond-point (822 m) au km 7,4 de la D 942 et la D 68 après la Font-de-l'Arbre permettent de souffler un peu avec une pente plus douce d'autant qu'il y a des fontaines pour les cyclistes qui désireraient boire ou remplir des bidons à la Font-de-l'Arbre. Un kilomètre à près de 5 % suit avant d'arriver au carrefour (871 m) avec la route du col de Ceyssat au km 8,5 où un premier « coup de cul » annonce les difficultés à venir. Car à partir de l'ancien péage 500 m plus loin il reste 4,11 km à environ 12 % de moyenne avec parfois des passages à 14 % jusqu'au sommet. La montée s'effectue sur une route en « escargot », sans répit, au début dans la forêt mais le paysage se découvre à l'approche du sommet. On arrive alors à la plate-forme à côté du restaurant à 1 415 m d'altitude. L'antenne sommitale est à 1 465 m d'altitude.
Depuis Clermont-Ferrand par les D 941 et 942, il y a 13,4 km à 7,7 % de moyenne en partant du carrefour (382 m) entre la rue Fontgiève, l'avenue Raymond-Bergougnan et les boulevards Berthelot et Lavoisier (2,7 kilomètres) après le départ, on a un panorama sur l'agglomération clermontoise au point de vue de la Pierre Carrée (581 m). De ce point jusqu'au carrefour (781 m) entre les routes D 941 (qui va vers le col des Goules) et la 942 dans le hameau de La Baraque au km 5,5, l'ascension est difficile, certains passages sont à 10 %. Peu avant la Baraque, on laisse sur la droite un monument dédié à la Résistance. On passe aussi par le carrefour (823 m) au km 7,6 de la D 942 (qui poursuit au col de la Moreno) et la D 68, juste au-dessus de la Font-de-l'Arbre. Les derniers kilomètres de l'ascension sont donc communs avec le versant grimpé depuis Chamalières et les kilométrages tout comme les pourcentages moyens des deux ascensions sont presque analogues. Cependant, ce versant entamé par la D 941 présente l'inconvénient d'être très emprunté par les automobilistes, sur une route large parfois à deux voies dans le même sens jusqu'à La Baraque, donc moins propice au cyclisme.
On peut aussi démarrer après la descente du col de la Moreno au carrefour (823 m) de la D 942 et de la D 68 au-dessus de la Font-de-l'Arbre pour 5,7 km d'ascension ou après la descente du col de Ceyssat pour 4,6 km de montée avec de toute façon le même final difficile sur la route en escargot que les deux versants précédemment cités.

#### Tour de France
| Édition | Étape                                            | Kilométrage | Catégorie | Vainqueur de l'étape |
| ------- | ------------------------------------------------ | ----------- | --------- | -------------------- |
| 1952    | 21e étape (Limoges - Puy de Dôme)                | 245         | 1         | Fausto Coppi         |
| 1959    | 15e étape (Clermont-Ferrand - Puy de Dôme)       | 13          | 1         | Federico Bahamontes  |
| 1964    | 20e étape (Brive-la-Gaillarde - Puy de Dôme)     | 237,5       | 1         | Julio Jiménez        |
| 1967    | 20e étape (Limoges - Puy de Dôme)                | 222         | 1         | Felice Gimondi       |
| 1969    | 20e étape (Brive-la-Gaillarde - Puy de Dôme)     | 198         | 1         | Pierre Matignon      |
| 1971    | 8e étape (Nevers - Puy de Dôme)                  | 221         | 1         | Luis Ocaña           |
| 1973    | 18e étape (Brive-la-Gaillarde - Puy de Dôme)     | 216,5       | 1         | Luis Ocaña           |
| 1975    | 14e étape (Aurillac - Puy de Dôme)               | 173,5       | 1         | Lucien Van Impe      |
| 1976    | 20e étape (Tulle - Puy de Dôme)                  | 220         | 1         | Joop Zoetemelk       |
| 1978    | 14e étape (Besse-en-Chandesse - Puy de Dôme)     | 52,5        | 1         | Joop Zoetemelk       |
| 1983    | 15e étape (Clermont-Ferrand - Puy de Dôme)       | 15,6        | HC        | Ángel Arroyo         |
| 1986    | 21e étape (Saint-Étienne - Puy de Dôme)          | 190         | HC        | Erich Maechler       |
| 1988    | 19e étape (Limoges - Puy de Dôme)                | 188         | 1         | Johnny Weltz         |
| 2023    | 9e étape (Saint-Léonard-de-Noblat - Puy de Dôme) | 184         | HC        | Michael Woods        |

Le puy de Dôme a été atteint quatorze fois par le Tour de France. C'est la seule ascension du Massif central à bénéficier, à trois reprises (1983, 1986 et 2023), d'un classement hors catégorie. La première arrivée eut lieu en 1952 avec la victoire indiscutable de Fausto Coppi. En 1959, c'est Federico Bahamontes qui s'imposa en contre-la-montre en devançant Charly Gaul de 1 min 26 s. L'année la plus mémorable restera sans doute 1964 avec le mano a mano opposant Jacques Anquetil et Raymond Poulidor. Julio Jiménez remporta l'étape, mais le fait marquant fut surtout qu'Anquetil craqua dans le dernier kilomètre et Poulidor revint à 14 s au classement général. En 1967, Felice Gimondi s'imposa lui aussi au sommet. Luis Ocaña y réalisa un doublé en 1971 et 1973, reprenant même 15 s à Eddy Merckx en 1971 même s'il dut abandonner à la suite de sa chute quelques jours plus tard. Lucien Van Impe gagna à son tour l'étape en 1975 mais l'événement marquant fut le coup de poing au foie donné par un spectateur à Eddy Merckx. Ce fut au tour de Joop Zoetemelk d'effectuer un doublé en 1976 et en 1978 contre-la-montre. Un nouveau contre-la-montre individuel en 1983 fut remporté par Ángel Arroyo. En 1986, Erich Maechler s'imposa en échappée. Des coureurs moins connus comme Pierre Matignon en 1969 ou Johnny Weltz en 1988 ont aussi remporté l'étape du puy de Dôme.
S'ensuivit une longue période sans arrivée au puy de Dôme en raison d'un différend financier entre les organisateurs de l'épreuve et les propriétaires du volcan. En 2012, du fait de la construction du Panoramique des Dômes, la route devint nettement plus étroite et interdite au trafic. Selon l'ancien numéro deux du Tour, Jean-François Pescheux, le retour de l'épreuve était devenu impossible du fait de l'étroitesse de la route. Cependant, Christian Prudhomme, l'actuel directeur du Tour de France, souhaitait tout de même que le Tour de France revienne au sommet du puy de Dôme.
Dans une interview en 2018, Thierry Gouvenou, directeur de course, évoque la possibilité d'une arrivée malgré les contraintes techniques. En 2022, le projet, porté par Laurent Wauquiez (président de la région Auvergne-Rhône-Alpes) et Lionel Chauvin (président du conseil départemental du Puy-de-Dôme) est remis sur la table, grâce à un dispositif technique allégé. Si un retour en 2024 était évoqué pour coïncider avec les 60 ans du duel entre Anquetil et Poulidor sur les pentes du volcan,, c'est finalement en 2023 que le Tour fait son retour au puy de Dôme, après 35 ans d'absence sur l'épreuve. C'est le Canadien Michael Woods qui s'impose au sommet.

### Course à pied
Tous les ans, au mois de septembre, une épreuve chronométrée au départ du col de Ceyssat se déroule sur les pentes du volcan le trophée T2C des Muletiers.
Le sentier des Muletiers est l'ancien chemin qui gravit en 15 virages en lacets numérotés les 350 mètres de dénivelé qui mènent au sommet du puy de Dôme. La première partie de l'ascension, en sous-bois, est la plus facile, et permet de s'échauffer. C'est après le croisement avec la route et le passage sur la voie à crémaillère que la pente devient plus sévère, et que commence l'enchaînement des lacets. À partir d'ici, l'ascension n'offre plus aucun répit jusqu'au sommet, mais reste majoritairement à l'ombre des sous-bois. Le final, avec les derniers lacets à flanc de rochers, est exposé aux vents mais offre une vue dégagée sur tout le sud du département. Seuls les derniers hectomètres permettent d'apercevoir l'antenne et le sommet.
L'arrivée est située à environ 1 410 m d'altitude après les dernières marches menant à la plateforme principale. Il faut gravir environ 50 m de dénivelé positif supplémentaire pour atteindre le temple de Mercure par un sentier en escaliers.
Le record de l'épreuve est établi en 2024 par l'international français de course en montagne Quentin Meyleu, en 10 minutes et 42 secondes.
Chez les femmes, le meilleur temps est détenu par Constance Parrot, réalisé en 2019 en 14 minutes et 2 secondes.
| Édition | Date | Hommes                                                            | Hommes                                                            | Hommes                                                            | Femmes                                                            | Femmes                                                            | Femmes                                                            |
| ------- | ---- | ----------------------------------------------------------------- | ----------------------------------------------------------------- | ----------------------------------------------------------------- | ----------------------------------------------------------------- | ----------------------------------------------------------------- | ----------------------------------------------------------------- |
|         |      | Rang                                                              | Athlète                                                           | Temps                                                             | Rang                                                              | Athlète                                                           | Temps                                                             |
| 20e     | 2011 | 1er                                                               | Timothée Bommier                                                  | 11 min 43 s                                                       | 1re                                                               | Gisele Camilleri                                                  | 15 min 38 s                                                       |
| 21e     | 2012 | 1er                                                               | Timothée Bommier                                                  | 11 min 22 s                                                       | 1re                                                               | Sandrine Suc                                                      | 16 min 23 s                                                       |
| 22e     | 2013 | 1er                                                               | Ivan Bizet                                                        | 11 min 20 s                                                       | 1re                                                               | Gisele Camilleri                                                  | 16 min 07 s                                                       |
| 23e     | 2014 | 1er                                                               | Timothée Bommier                                                  | 10 min 54 s                                                       | 1re                                                               | Adélaïde Pantheon                                                 | 14 min 57 s                                                       |
| 24e     | 2015 | 1er                                                               | Timothée Bommier                                                  | 11 min 07 s                                                       | 1re                                                               | Sandrine Suc                                                      | 16 min 07 s                                                       |
| 25e     | 2016 | 1er                                                               | Timothée Bommier                                                  | 11 min 28 s                                                       | 1re                                                               | Julie Benoit                                                      | 16 min 22s                                                        |
| 26e     | 2017 | 1er                                                               | Timothée Bommier                                                  | 11 min 16 s                                                       | 1re                                                               | Aurélie Imarre                                                    | 15 min 38 s                                                       |
| 27e     | 2018 | 1er                                                               | Damien Gras                                                       | 11 min 11 s                                                       | 1re                                                               | Laure Paradan                                                     | 14 min 32 s                                                       |
| 28e     | 2019 | 1er                                                               | Damien Gras                                                       | 11 min 03 s                                                       | 1re                                                               | Constance Parrot                                                  | 14 min 02 s — record                                              |
| —       | 2020 | Édition annulée en raison de la pandémie de maladie à coronavirus | Édition annulée en raison de la pandémie de maladie à coronavirus | Édition annulée en raison de la pandémie de maladie à coronavirus | Édition annulée en raison de la pandémie de maladie à coronavirus | Édition annulée en raison de la pandémie de maladie à coronavirus | Édition annulée en raison de la pandémie de maladie à coronavirus |
| —       | 2021 | Édition annulée en raison de la pandémie de maladie à coronavirus | Édition annulée en raison de la pandémie de maladie à coronavirus | Édition annulée en raison de la pandémie de maladie à coronavirus | Édition annulée en raison de la pandémie de maladie à coronavirus | Édition annulée en raison de la pandémie de maladie à coronavirus | Édition annulée en raison de la pandémie de maladie à coronavirus |
| 29e     | 2022 | 1er                                                               | Quentin Meyleu                                                    | 10 min 58 s                                                       | 1re                                                               | Pauline Trocellier                                                | 14 min 28 s                                                       |
| 30e     | 2023 | 1er                                                               | Boris Orlhac                                                      | 11 min 47 s                                                       | 1re                                                               | Pauline Trocellier                                                | 14 min 36 s                                                       |
| 31e     | 2024 | 1er                                                               | Quentin Meyleu                                                    | 10 min 42 s —record                                               | 1re                                                               | Laure Paradan                                                     | 15 min 19 s                                                       |

### Protection environnementale

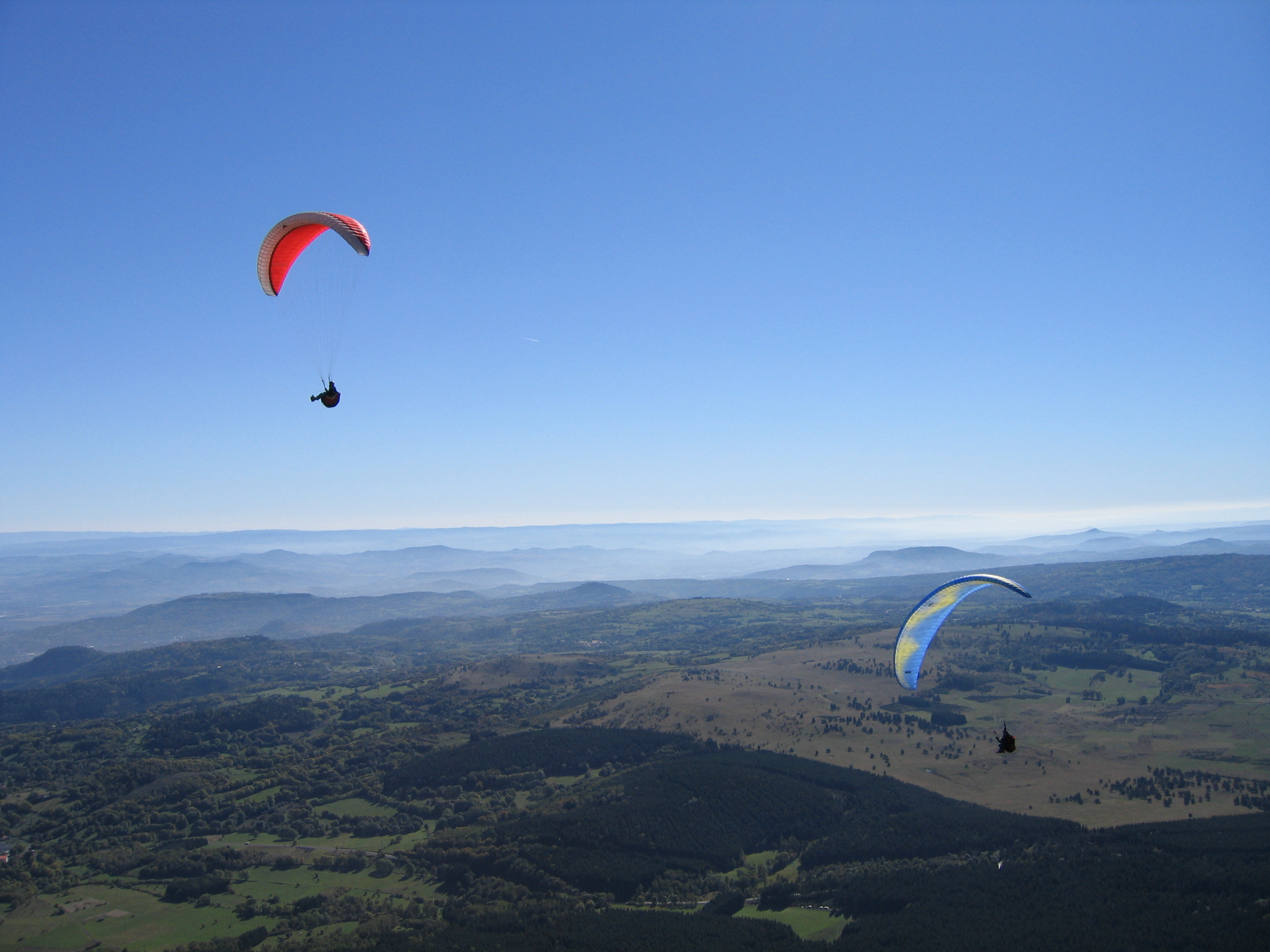
Parapentistes sur le puy de Dôme.

En 2000, la chaîne des Puys est devenue un site naturel classé. Début 2008, le puy de Dôme est labellisé Grand Site de France, il appartient également au réseau des Grands Sites de France.
Au cœur du « haut lieu tectonique Chaîne des Puys - faille de Limagne », il appartient au patrimoine mondial de l'UNESCO depuis 2018,.

### Tourisme
Le puy de Dôme est l'un des lieux les plus visités d'Auvergne, qui reçoit près d'un demi-million de visiteurs par an. C'est notamment un lieu de décollage pour de nombreux adeptes du parapente. En revanche, la pratique du deltaplane, associée à l'image du puy de Dôme depuis 1973, est compromise depuis la mise en service du train à crémaillère.
Il est possible de grimper le puy de Dôme à pied par des sentiers de randonnée. D'une part, un large chemin pédestre, dit le sentier des Muletiers, part du col de Ceyssat (1 077 m) et conduisant par une succession de lacets au temple de Mercure (1 450 m). Ce sentier fait 2 km pour un dénivelé de 387 mètres, soit une moyenne de 19,35 % de pente. Il est donc court mais difficile. D'autre part, l'accès pédestre nord emprunte le GR 4. En prenant le sentier du puy de Dôme, d'une longueur de 2 km, on trouve rapidement des marches et pontons de bois qui permettent de rejoindre la route à suivre sur 200 mètres jusqu'au sommet.
Jusqu'en 2010, une route à péage de 4 km à 12 % permettait de monter en voiture (ou en car en été afin de limiter le trafic et de préserver l'environnement) jusqu'au sommet. Depuis 2012, le train à crémaillère du Panoramique des Dômes, permet un accès motorisé au sommet, pour le grand public.